# Miguel Rodríguez Ruiz
Miguel Rodríguez Ruiz SDB (* 14. Juni 1935 in Santa Coloma del Rudrón) ist ein spanischer Ordensgeistlicher und römisch-katholischer Neutestamentler.

## Leben
Er trat 1952 dem Orden der Salesianer Don Boscos bei. Nach dem Studium an der Universidad Pontificia de Salamanca, das er mit dem theologischen Lizentiat abschloss, empfing er am 14. April 1963 die Priesterweihe. Bis 1967 war er in der salesianischen Erziehungs- und Pastoralarbeit in Spanien tätig. Ein Spezialstudium am Pontificio Istituto Biblico in Rom beendete er 1970 mit dem biblischen Lizentiat, um anschließend als Dozent in Salamanca zu wirken. Bei Rudolf Schnackenburg in Würzburg wurde er 1985 promoviert. Im selben Jahr wurde er Dozent für Neues Testament an der PTH Benediktbeuern, wo seit 1994 als Professor lehrt. Seine Forschungsschwerpunkte sind das Johannesevangelium und der Apostel Paulus.

## Schriften (Auswahl)
- Der Missionsgedanke des Johannesevangeliums. Ein Beitrag zur johanneischen Soteriologie und Ekklesiologie (= Forschung zur Bibel. Band 5). Echter-Verlag, Würzburg 1987, ISBN 3-429-01050-0, (zugleich Dissertation, Würzburg 1985).
- Salesianer in Lateinamerika, Missionarische Herausforderungen im Sinne Don Boscos (= Eine-Welt-Aspekte). Don-Bosco-Verlag, München 1994, ISBN 3-7698-0719-7.